# Filip Salaquarda
Filip Salaquarda, né le 11 janvier 1984 à Prague, est un pilote automobile tchèque.

## Palmarès
- Championnat du monde FIA GT1
  - Victoires dans la course de qualification au Slovakiaring et dans la course principale au Nürburgring lors du Championnat du monde FIA GT1 2012